# Alstroemeria xavantinensis
Alstroemeria xavantinensis este o specie de plante monocotiledonate din genul Alstroemeria, familia Alstroemeriaceae, descrisă de Pierfelice Ravenna. Conform Catalogue of Life specia Alstroemeria xavantinensis nu are subspecii cunoscute.